# Кјуза (Пјаченца)
Кјуза је насеље у Италији у округу Пјаченца, региону Емилија-Ромања.
Према процени из 2011. у насељу је живело 68 становника. Насеље се налази на надморској висини од 56 м.